# Melissodes trinodis
Melissodes trinodis là một loài Hymenoptera trong họ Apidae. Loài này được Robertson mô tả khoa học năm 1901.